# Reakcija (politika)
Reakcija je pojam u politici koji se odnosi na bilo koji politički ili društveni pokret koji traži povratak na prethodno stanje (status quo ante). Pojam dolazi iz doba francuske revolucije za opis kontra-revolucionara koji su željeli povratak na stari režim (ancien regime). Tijekom 19. stoljeća reakcionarni su bili nazivani oni koji su željeli zadržati feudalizam i aristokratske privilegije te protivnici industrijalizacije, republikanizma, liberalizma i socijalizma. 